# بيل شيروود
بيل شيروود (بالإنجليزية: Bill Sherwood)‏ هو كاتب سيناريو ومخرج أمريكي، ولد في 14 يونيو 1952 في واشنطن العاصمة في الولايات المتحدة، وتوفي في 10 فبراير 1990 في نيويورك في الولايات المتحدة.

## وصلات خارجية
- بيل شيروود على موقع IMDb (الإنجليزية)
- بيل شيروود على موقع ألو سيني (الفرنسية)
- بيل شيروود على موقع أول موفي (الإنجليزية)
- بيل شيروود على موقع قاعدة بيانات الفيلم (الإنجليزية)
- بيل شيروود على موقع كينوبويسك (الروسية)